# Ievdokia Rostoptchina
Pour les articles homonymes, voir Rostoptchine.
La comtesse Ievdokia Pétrovna Rostoptchina (en russe : Евдоки́я Петро́вна Ростопчина́; dans la graphie française de l'époque: Eudoxie Rostopchine), née Souchkova (en russe : Сушкова) le 23 décembre 1811 (4 janvier 1812 dans le calendrier grégorien) à Moscou, morte le 3 décembre 1858 (15 décembre dans le calendrier grégorien) à Moscou, est une poétesse et traductrice russe, amie de Lermontov et belle-fille de Fiodor Rostoptchine.

## Biographie
Elle est née en 1812 à Moscou. Après avoir perdu sa mère à l'âge de six ans, Evdokiya Soushkova grandit dans cette ville, dans la famille de son grand-père maternel, Ivan Alexandrovich Pashkov. La jeune fille aime lire et apprend l'allemand, le français, l'italien et l'anglais. En 1831, un ami, Pyotr Vyazemsky, publie son premier poème, Talisman. Le texte est jugé toutefois inconvenant par sa famille. En 1833, elle gagne une plus grande liberté de création en épousent le comte Andrey Fedorovich Rostopchin, riche fils de l'ancien commandant en chef de Moscou, Fédor Rostopchine, dont elle devient ainsi la belle-fille.
En 1836, la famille s'installe à Pétersbourg, où la comtesse est bien accueillie dans la haute société intellectuelle de la capitale. Son œuvre littéraire est soutenue par des poètes tels que Mikhaïl Lermontov, ou encore Alexandre Pouchkine. Plusieurs écrivains, comme Nikolaï Ogarev et Fiodor Tiouttchev lui consacrent des poèmes. Son salon littéraire populaire devient un des plus célèbres de la capitale, et accueille des invités tels que Nicolas Gogol, Piotr Pletniov et d'autres. Les soirées musicales sont fréquentées par Mikhaïl Glinka, Pauline Viardot, ou encore Franz Liszt.
Le thème de l'amour non partagé inspire une grande partie de sa poésie. En 1839, elle publie un livre sur la haute société de Saint-Pétersbourg, et les inégalités sociales, qui est ignoré par les lecteurs et les critiques.
Lors de son voyage à l'étranger en 1845, la poétesse écrit une ballade allégorique intitulée Mariage forcé (russe : Насильный брак), dans laquelle elle critique le mode de relation de la Russie avec la Pologne. Sur ordre de Nicolas Ier, furieux, Ievdokia Rostopchina est interdite de séjour dans la capitale et, jusqu'à la mort de ce tsar, elle doit vivre à Moscou.
Ievdokia Rostopchina continue d'écrire des poèmes, des pièces de théâtre et des traductions, mais l'intérêt du public pour son œuvre diminue. Succombant après deux ans de maladie, Rostopchina meurt à Moscou le 3 décembre 1858.
Ses vers ont fortement marqué le folkloriste Pavel Chéïn, qui l'a rencontrée dans le cercle intellectuel des époux Fiodor et Avdotia Glinka. Elle accompagne Alexandre Dumas pendant une partie de son voyage en Russie.